# Denise Krebs
Denise Krebs (27 de junio de 1987) es una deportista de Alemania que compite en atletismo. Ganó una medalla de bronce en el Campeonato Europeo de Atletismo por Equipos de 2021, en la prueba de 5000 m.